# دانيال ويبستر كومستوك
دانيال ويبستر كومستوك هو قاضي ومحامي وسياسي أمريكي، ولد في 16 ديسمبر 1840، وتوفي في 19 مايو 1917. نشط حزبياً في الحزب الجمهوري. وقد انتخب عضو مجلس ولاية إنديانا ‏ وانتخب عضو مجلس النواب الأمريكي.